# Australischer Teebaum
Der Australische Teebaum (Melaleuca alternifolia) ist eine Pflanzenart aus der Gattung Myrtenheiden (Melaleuca) in der Familie der Myrtengewächse (Myrtaceae).
Einige Arten der Gattung Melaleuca, aber auch aus den Gattungen Baeckea, Kunzea und Leptospermum werden Teebaum genannt. Für die Destillation von Teebaumöl werden hauptsächlich die Blätter und Zweigspitzen von Melaleuca alternifolia genutzt.

## Beschreibung

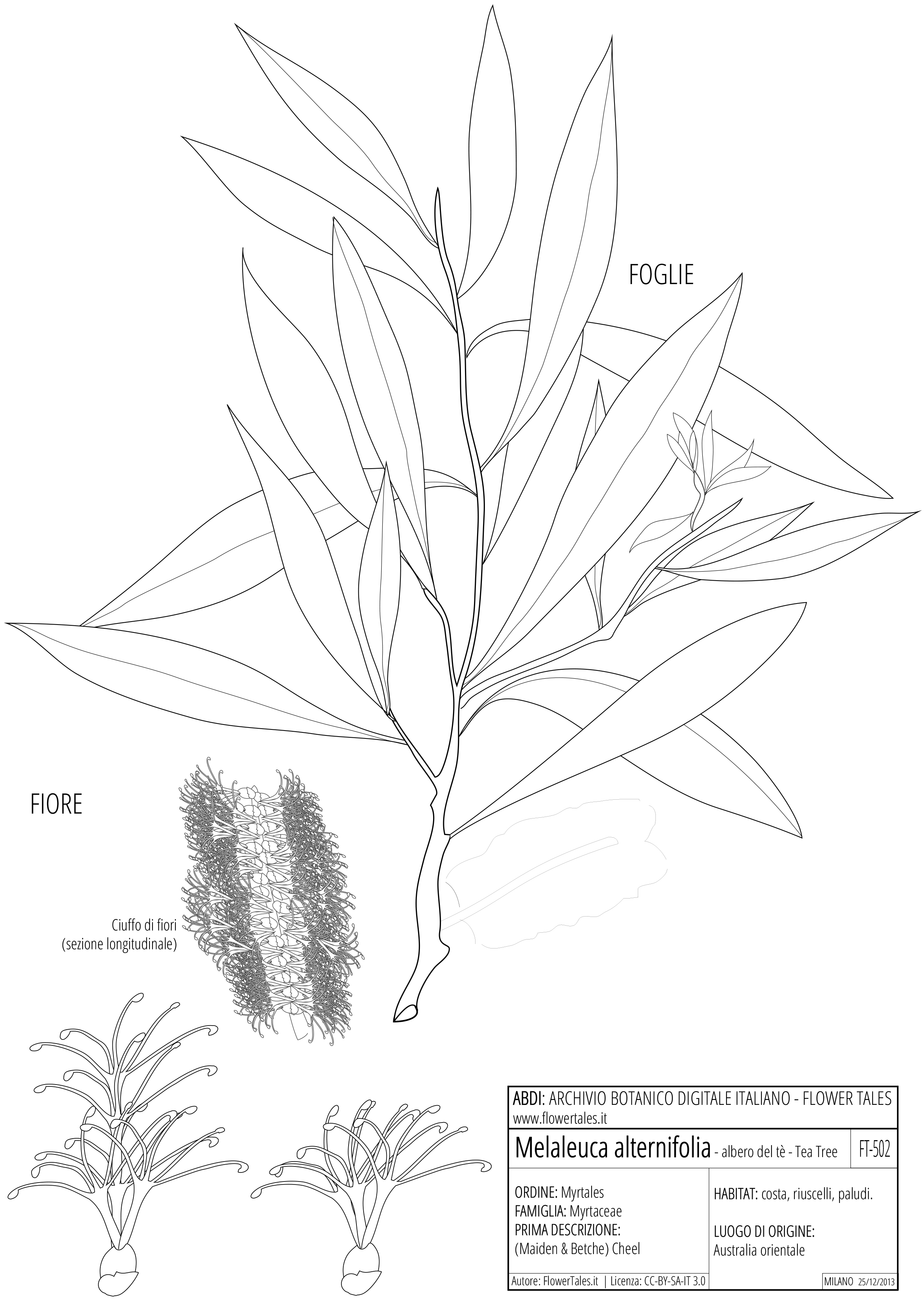
Illustration

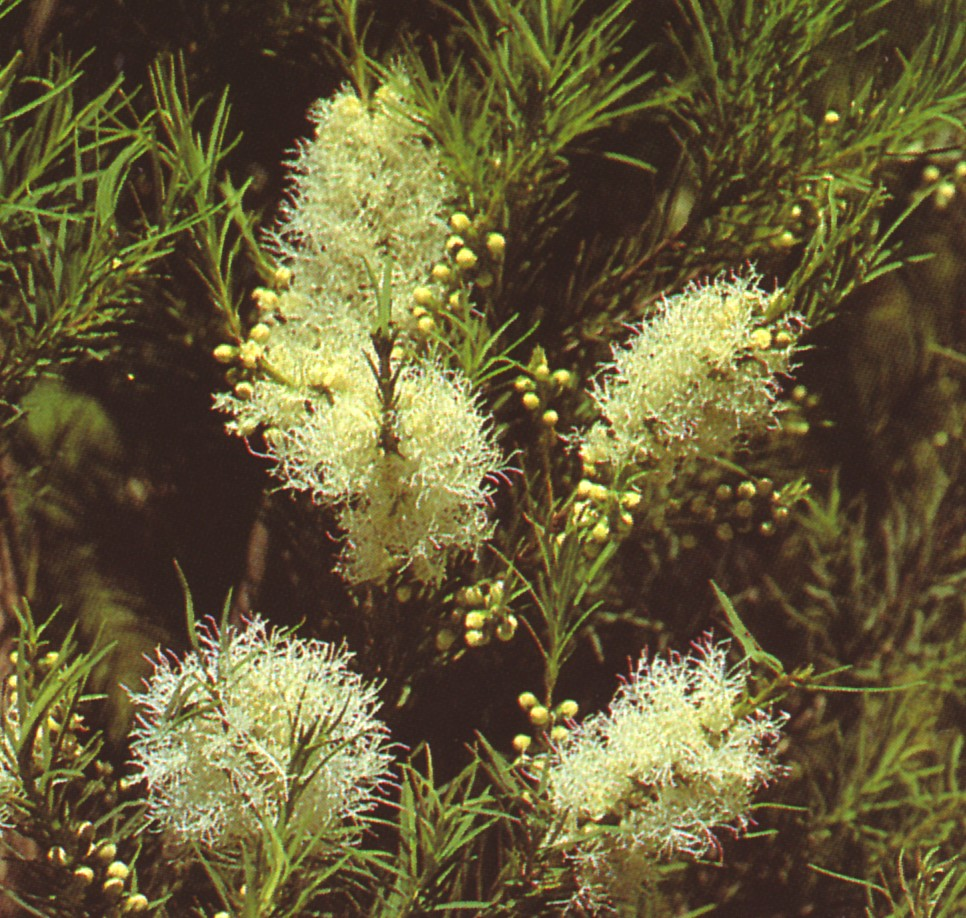
Zweige mit Laubblättern und Blütenständen

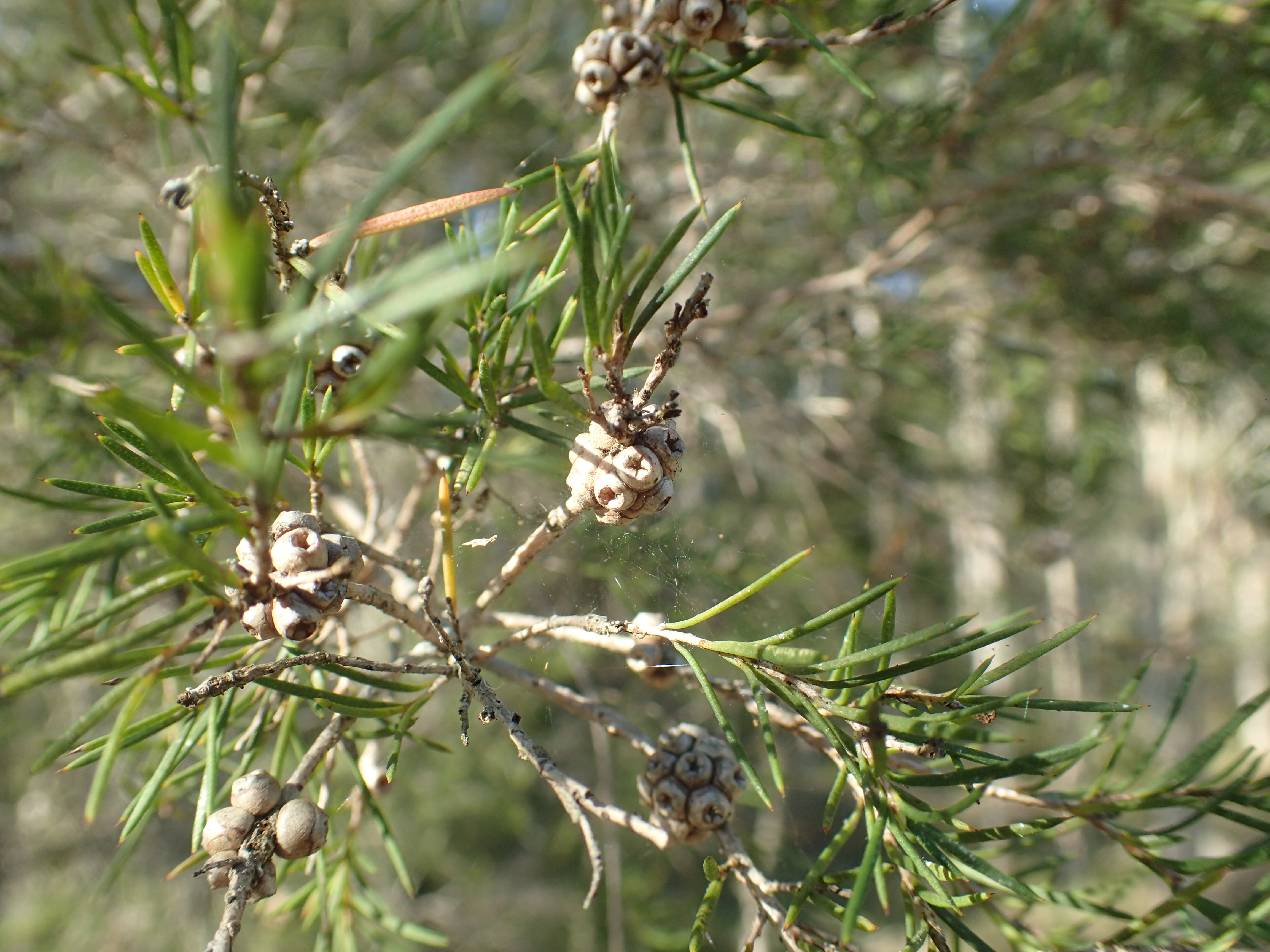
Fruchtkapseln von Melaleuca alternifolia

### Herkunft des Namens
Die Bezeichnung „Teebaum“ stammt von dem Naturkundler Joseph Banks, der James Cook auf seiner ersten Reise begleitete. Die Schiffsbesatzung der Südsee-Expedition nutzte die Blätter unterschiedlicher Arten des so genannten Teebaums zum Brauen eines Ersatzgetränkes, da Tee nicht zur Verfügung stand.

### Vegetative Merkmale
Melaleuca alternifolia ist ein immergrüner Strauch oder kleiner Baum, der Wuchshöhen von 2,5 bis 14 Metern erreicht. Er weist eine rotbraune, papierähnlich abschuppende Borke auf. Die Rinde junger Zweige ist seidig behaart; die Rinde älterer Zweige ist kahl. Die Laubblätter sind wechselständig, selten gegenständig oder an den Triebspitzen zu dreien wirtelig angeordnet, die Blattstellung unterscheidet ihn vom sehr ähnlichen Melaleuca linariifolia, mit dem er Hybride bilden kann (alternifolia bedeutet wechselblättrig). Der kleine Blattstiel ist nur etwa 1 mm lang. Die einfache, lanzettliche bis linealische, teils sichelförmige Blattspreite erreicht eine Länge von 10 bis 32 Millimetern bei einer Breite von nur 0,4 bis 1 Millimeter, die Blätter sind an der Basis verschmälert und an der Blattspitze zugespitzt, im Querschnitt halbmondförmig oder flach elliptisch. Die Blätter tragen zahlreiche, dicht sitzende Öldrüsen.

### Generative Merkmale
Die vielblütigen, 3 bis 5 Zentimeter langen, seidig behaarten, ährigen Blütenstände wirken durch die vielen weißen Staubblätter der dicht stehenden Blüten wie weißlicher Flaum. Sie sitzen beinahe endständig an jungen Zweigen.
Die zwittrigen Blüten sind radiärsymmetrisch und fünfzählig mit doppelter Blütenhülle und einem Deckblatt. Fünf kleine Kelchblätter sind röhrig verwachsen mit einer 3 bis 4 Millimeter langen Kelchröhre, die in kurzen Kelchzipfeln endet. Die hinfälligen freien, weißen Kronblätter sind 2 bis fast 4 Millimeter lang. Jeweils 30 bis 60 weiße Staubblätter stehen in fünf, vielästigen, verzweigten und federigen Bündeln zusammen, sie sind bis etwa 2 Zentimeter lang mit kurzen Staubbeuteln. Der dreikammerige Fruchtknoten ist halbunterständig bis unterständig. Der dicke Griffel weist eine Länge von 3 bis 4 Millimetern auf und endet in einer kopfigen Narbe.
Die Blütezeit reicht von Juni bis Februar.
Die holzige Kapselfrucht ist bei einem Durchmesser von 2 bis 4 Millimetern zylindrisch. Bei der Fruchtreife bleibt der verwachsene Blütenbecher an der Kapsel anhaftend.

## Vorkommen
Melaleuca alternifolia kommt nur küstennah in den australischen Bundesstaaten New South Wales sowie Queensland vor. Das natürliche Vorkommen reicht vom Distrikt Stanthorpe nach Süden und Osten bis in die Gegend von Lismore und Grafton, ein getrenntes (disjunktes) Teilvorkommen existiert außerdem bei Port Macquarie. Die Art wächst von Meereshöhe bis in etwa 800 Meter Höhe, auf zeitweilig überschwemmten Gelände oder entlang von Wasserläufen, vor allem auf schwach saurem, lehmigen Schwemmböden aus verwittertem Granitgestein. Die Standorte sind frostfrei bis moderat frostbeeinflusst, mit hohen Jahresniederschlägen, von 750 bis 1600 Millimeter, mit Maximum im Sommer. Die Durchschnittstemperatur im wärmsten Monat erreicht etwa 25 bis 30 Grad Celsius.

### Anbau
Heute wächst die Art vor allem angepflanzt in Plantagen, zur Gewinnung von Teebaumöl, das zu etwa 99 % aus dieser Art gewonnen wird. Die Hauptanbaugebiete in Australien sind das nördliche New South Wales und die Atherton Tablelands in Queensland. Insgesamt beträgt die Anbaufläche in Australien ca. 3000 Hektar. Die Pflanzen werden in dichten Reihen gepflanzt und bleiben durch häufige, maschinelle Ernte buschförmig. Das Öl wird aus den frischen, geernteten Blättern anschließend durch Destillation gewonnen, der Jahresertrag liegt etwa bei 450 bis 500 Tonnen. Heute wird der Teebaum zur Ölgewinnung auch verbreitet in anderen Ländern angepflanzt, wichtigster Produzent nach Australien ist China mit etwa der Hälfte der australischen Produktion. Im Gegensatz zu anderen Melaleuca-Arten verwildert der Australische Teebaum nur selten, Probleme als invasiver Neophyt sind von dieser Art nicht bekannt.

## Taxonomie
Die Erstbeschreibung erfolgte 1905 im Rang einer Varietät Melaleuca linariifolia var. alternifolia Maiden & Betche durch Joseph Maiden und Ernst Betche in Proceedings of the Linnean Society of New South Wales, Volume 29, Issue 4, S. 742. Den Rang einer Art Melaleuca alternifolia (Maiden & Betche) Cheel hat sie 1924 von Edwin Cheel: Journal and Proceedings of the Royal Society of New South Wales, Volume 58, S. 195 erhalten. Zum Typusmaterial liegen die Informationen vor: Coff's Harbour to Grafton (J. H. Maiden and J. L. Boorman); November, 1903.
Der Australische Teebaum gehört nach morphologischen Merkmalen in die Melaleuca linariifolia-Artengruppe, er ist von den verwandten Arten anhand der Blattstellung, der Behaarung des Blütenbechers und der Länge der Staubblätter unterscheidbar. Das Schwestergruppenverhältnis zu Melaleuca linariifolia wurde durch phylogenomische Untersuchungen bestätigt. Unerwarteterweise erwies sich als nahe verwandt dazu die Art Melaleuca glauca, die früher irrtümlich in die Gattung Callistemon gestellt worden war.

## Nutzung
Möglicherweise nutzten die Aborigines traditionell die Blätter kleinblättriger Teebaumarten wie Melaleuca alternifolia als Wundauflage. Eine kommerzielle Nutzung des Australischen Teebaums für die Ölproduktion begann, nachdem A. R. Penfold in den 1920er Jahren im Rahmen einer größeren Untersuchung der ätherischen Pflanzenöle Australiens medizinische Eigenschaften beschrieb. Anfänglich wurde das Teebaumöl noch aus Wildbeständen gewonnen. Das Pflanzenmaterial wurde von Hand geschnitten und vor Ort in behelfsmäßigen, mobilen, holzbefeuerten Busch-Unterständen destilliert. Auf diese Weise produzierte die Industrie über mehrere Jahrzehnte Teebaumöl. Melaleuca alternifolia ist die wirtschaftlich wichtigste Art, auch für (alternativ-)medizinische Zwecke.